# Moreruela de los Infanzones
Moreruela de los Infanzones es un municipio y localidad  española de la provincia de Zamora, en la comunidad autónoma de Castilla y León. 
El municipio tiene una superficie de 31,26 km² y, según datos del padrón municipal 2017 del INE, cuenta con una población de 353 habitantes. Situado a aproximadamente 15 km de Zamora.

## Historia
La repoblación de Moreruela de los Infanzones y Moreruela de Miro (o Yerma) fue impulsada por los monarcas leoneses para consolidar sus defensas en el río Duero. Posteriormente, los herederos de aquella repoblación medieval donaron sus diezmos y sus derechos para la presentación de curas de las iglesias de Santa María (M. de Infanzones) y de San Esteban (M. de Miro) al Cabildo de la Catedral, que fue el principal beneficiario de estas donaciones.
Al quedar despoblada Moreruela de Miro, se provocó un pleito por el aprovechamiento de sus tierras que obligó al Concejo de Moreruela a solicitar un censo de 2.500 reales al convento de las Dueñas de Zamora para hacer frente a los gastos judiciales. En su territorio se levantaron las ermitas del Santo Cristo y de N.ª S.ª de Miro, fundando Bartolomé Periáñez y su esposa una Capellanía y un Pósito con 128 fanegas de trigo para socorrer a los vecinos en caso de necesidad.
En el contexto de la Guerra de Independencia, en 1809, el Concejo de Moreruela tuvo que solicitar prestada la plata de la iglesia para pagar las contribuciones de guerra exigidas por las tropas francesas de Napoleón.
Al crearse las actuales provincias en la división provincial de 1833, Moreruela de los Infanzones quedó encuadrado en la provincia de Zamora, dentro de la Región Leonesa.

## Geografía humana

### Demografía
Cuenta con una población de 324 habitantes (INE 2024).
| Gráfica de evolución demográfica de Moreruela de los Infanzones entre 1842 y 2021                                     |
| |
| Población de derecho según los censos de población del INE. Población de hecho según los censos de población del INE. |

### Economía
La principal fuente de economía del municipio se basa en la agricultura (generalmente de secano) y en la ganadería (principalmente porcino, vacuno y ovino). También se pueden encontrar pequeñas empresas familiares, una tienda y un bar.

## Símbolos
El escudo y la bandera municipal fueron aprobados por el pleno del ayuntamiento de Moreruela de los Infanzones en sus sesiones del 12 de julio de 2001 y del 16 de octubre de 2001 respectivamente. El escudo heráldico del municipio se representa conforme a la siguiente descripción textual o blasón:

Escudo medio partido y cortado 1.º de oro, haz de tres espigas de sinople. 2.º de sinople, tres coronas de infanzón de oro, puestas dos y una. 3.º de gules, dos llaves de plata puestas en aspa. Al timbre, corona real cerrada.

La descripción textual de la bandera es la que sigue:

Bandera rectangular de proporciones 2:3, formada por tres franjas verticales en proporciones 1/4, 1/2 y 1/4, siendo amarillas las exteriores y roja la central con tres coronas de infanzón amarillas puestas dos y una.

## Educación
Cuenta con un colegio, perteneciente al CRA Tierra del Pan. Las aulas de Moreruela de los Infanzones acogen a un pequeño número de alumnos, aunque los suficientes para que el colegio siga en uso. Este colegio recoge alumnos desde 1.º de educación infantil hasta 6.º de educación primaria, distribuidos en dos aulas, una para infantil y otra para primaria (el colegio se amplió en 2001), que son dos edificios unidos entre sí y rodeados por un amplio patio.

## Patrimonio
- Iglesia de San Pedro Apóstol. Situada en la calle Iglesia. Con una única torre con campanario. En ella destaca el Retablo Mayor, de cinco calles en tres cuerpos, que contiene trece pinturas de los Apóstoles con Jesús, del siglo XVII. Cuenta también con un Cristo de la Agonía, imagen del siglo XVII con rasgos manieristas. Recientemente ha sido restaurado su exterior eliminando enfoscados y pinturas y limpiando y consolidando la piedra. También se ha recuperado el pórtico eliminando particiones que habían reducido su tamaño.
- Fuente de los caballos: Situada una de las entradas al pueblo. Una fuente con diferentes esculturas de caballos. En el mes de mayo de 2021, tras una reforma en la que se le eliminaron los bancos y árboles que se le retiraron, para ponerle un pequeño jardín alrededor con césped y flores artificiales, junto a dos bancos de hormigón y tres árboles, se ha puesto de nuevo en funcionamiento.
- Fuente-jardín: A las orillas del arroyo de Ballesteros se encuentra una fuente acompañada de un jardín. Esta fuente es de origen romano, aunque no se puede apreciar debido a las capas añadidas sobre la fábrica original.
- Estatua en honor al Pastor y al Labrador: situada en la plaza del Consistorio, junto al ayuntamiento. Estatua de un pastor y labrador, con un cordero en brazos y su "cayada", homenajea a la figura principal del pueblo, los pastores y los agricultores. Remodelada a finales de 2020, se le eliminó la verja metálica y el parterre con plantas que lo rodeaban, para ser sustituidos por un cerco de hormigón con césped natural, tres bancos y cuatro árboles.

## Fiestas
Se organiza un variado programa de actividades para todas las edades, basado principalmente en tradiciones religiosas, aunque también cuenta con la programación del "Verano Cultural" en el que destacan las actividades al aire libre, salidas culturales, marchas, etc, y que suele celebrarse entre julio y agosto. 
Sus fiestas principales son en honor de san José (marzo) y las fiestas del Domingo del Rosario (octubre), que de manera tradicional son organizadas por los Quintos del pueblo (aunque en algunas ocasiones este cargo lo toma el ayuntamiento, ya que debido a la despoblación, algunos años no ha habido jóvenes que formen la quintada).
Las fiestas populares religiosas que cabe destacar son:
- San Antón: 17 de enero. La "Cofradía de San Antón, San Blas y el Santísimo" (únicamente formada por hombres) organiza la celebración, la misa, la procesión y la subasta, en la que la gente del pueblo, los mayordomos, el sacerdote, etc. Ofrecen al Santo diversos productos, que se subastan y lo recaudado se destina al Santo y a la Cofradía.
- Las Candelas: 2 de febrero. Es uno de los días más señalados del pueblo. Las mayordomas de la virgen de las Candelas ofrecen una tarta y dos tórtolas que revolotean durante la misa por toda la iglesia. Los hombres entonan una canción típica del pueblo,[9] mientras que las mayordomas, junto a otras mujeres y la Virgen, desfilan por el pasillo haciendo las "venias" y las ofrendas.
- San Blas: 3 de febrero. Al igual que en el "Día de San Antón" organiza la celebración, la misa, la procesión y la subasta, en la que la gente del pueblo, los mayordomos, el sacerdote, etc. Ofrecen al Santo diversos productos, que se subastan y lo recaudado se destina al Santo y a la Cofradía. En algunas ocasiones, los mayordomos regalan a la gente del pueblo la tradicional "Cinta de San Blas", que el sacerdote bendice durante la misa.
- Santa Águeda: 5 de febrero. La "Cofradía de Santa Águeda" (únicamente formada por mujeres) organiza y celebra junto al resto del pueblo la misa y procesión, acompañadas por los"tamborileros" o charanga que amenizan este día con música popular.
- San José: 19 de marzo. Es la fiesta "grande" del pueblo. Tras un fin de semana lleno de fiestas (generalmente organizadas por los Quintos de ese año), se culmina con la misa y procesión en honor de san José.
- Mes de las Flores: Durante el mes de mayo se celebran las flores, pequeñas tardes de oración que preceden a la misa de las flores.
- Domingo del Señor (o Corpus Christi): En el mes de junio (el día dependerá de como haya caído la Semana Santa). La "Cofradía de San Antón, San Blas y el Santísimo" organiza la misa y procesión de ese día. Se procesiona con el Sagrario, cubierto por el palio por las calles del pueblo, decoradas con alfombras de pétalos de rosa y tomillo. Se llega hasta un portal que ha preparado el pueblo, donde se coloca (voluntariamente) a los bebés nacidos durante el último año para que sean "bendecidos"
- Sagrado Corazón de Jesús: En el mes de junio (el día dependerá de como haya caído la Semana Santa). La "Cofradía del Sagrado Corazón de Jesús", la más numerosa del pueblo, ya que es la única que permite que sus cofrades sean tanto hombres como mujeres, organiza la misa, procesión y ofrendas junto a los niños de comunión. Los cofrades portan ese día un escapulario de color rojo en terciopelo con la imagen del Sagrado Corazón de Jesús.
- San Pedro Apóstol: 29 de junio. Patrón de la parroquia del pueblo.
- Santísima Virgen del Carmen: 16 de julio. Misa y procesión en honor a la Virgen del Carmen.
- Nuestra Señora de la Asunción: 15 de agosto. Misa y procesión en honor a Nuestra Señora de la Asunción.
- Domingo del Rosario: primer domingo de octubre. Una de las fiestas "grandes" del pueblo. El domingo, tras un fin de semana de fiestas (generalmente organizadas por los Quintos de ese año). Se culmina con la misa y la procesión, junto a la subasta, denominada "Ofertorio", en honor a la Virgen del Rosario. Es uno de los momentos más tradicionales del Pueblo.
- La Inmaculada Concepción: 8 de diciembre. La "Cofradía de las Hijas de María" (únicamente formada por mujeres solteras (cuando se casan, dejan de formar parte de la cofradía, y aquellas que lo desean, llevan puesto el día de su boda la medallita con la cinta azul)) organizan la misa y procesión de ese día, en honor a la Virgen.

Además de estas celebraciones religiosas principales, también cabe destacar las tradicionales de la religión, como Navidad, Reyes o los Santos.